# Championnats d'Océanie de cyclisme sur piste 2014
Navigation
Championnats d'Océanie 2013 Championnats d'Océanie 2015
Les Championnats d'Océanie de cyclisme sur piste 2014 (officiellement 2015 Oceania Track Championships) se déroulent du 8 au 11 octobre 2014 sur le vélodrome de Adélaïde en Australie.

## Résultats des championnats élites

### Épreuves masculines
| Épreuves               | Or                                                                   | Argent                                                               | Bronze                                                               |
| ---------------------- | -------------------------------------------------------------------- | -------------------------------------------------------------------- | -------------------------------------------------------------------- |
| Kilomètre              | Matthew Archibald (NZL)                                              | Alex Radzikiewicz (AUS)                                              | Braeden Dean (AUS)                                                   |
| Keirin                 | Jacob Schmid (AUS)                                                   | Andrew Taylor (AUS)                                                  | Mitchell Bullen (AUS)                                                |
| Vitesse individuelle   | Matthew Glaetzer (AUS)                                               | Edward Dawkins (NZL)                                                 | Shane Perkins (AUS)                                                  |
| Vitesse par équipes    | Nouvelle-Zélande Matthew Archibald Edward Dawkins Sam Webster        | Australie 1 Daniel Ellis Matthew Glaetzer Shane Perkins Jacob Schmid | Australie 2 Jai Angsuthasawit Patrick Constable Alex Radzikiewicz    |
| Poursuite individuelle | Daniel Fitter (AUS)                                                  | Miles Scotson (AUS)                                                  | Westley Gough (NZL)                                                  |
| Poursuite par équipes  | Australie 1 Daniel Fitter Tirian McManus Callum Scotson Sam Welsford | Nouvelle-Zélande Pieter Bulling Aaron Gate Westley Gough Marc Ryan   | Australie 2 Benjamin Harvey Jackson Law Scott Law Nicholas Yallouris |
| Course aux points      | Aaron Gate (NZL)                                                     | Tirian McManus (AUS)                                                 | Daniel Fitter (AUS)                                                  |
| Course scratch         | Scott Law (AUS)                                                      | Alexander Porter (AUS)                                               | Nicholas Yallouris (AUS)                                             |
| Course à l'américaine  | Australie 1 Scott Law Miles Scotson                                  | Australie 2 Jackson Law Nicholas Yallouris                           | Australie 3 Alex Rendell James Robinson                              |
| Omnium                 | Scott Law (AUS)                                                      | Jackson Law (AUS)                                                    | Aaron Gate (NZL)                                                     |

### Épreuves féminines
| Épreuves               | Or                                                                          | Argent                                                                                    | Bronze                                                                       |
| ---------------------- | --------------------------------------------------------------------------- | ----------------------------------------------------------------------------------------- | ---------------------------------------------------------------------------- |
| 500 mètres             | Katie Schofield (NZL)                                                       | Stephanie Mckenzie (NZL)                                                                  | Rikki Belder (AUS)                                                           |
| Keirin                 | Stephanie Morton (AUS)                                                      | Anna Meares (AUS)                                                                         | Rikki Belder (AUS)                                                           |
| Vitesse individuelle   | Stephanie Morton (AUS)                                                      | Anna Meares (AUS)                                                                         | Kaarle McCulloch (AUS)                                                       |
| Vitesse par équipes    | Australie 1 Kaarle McCulloch Stephanie Morton                               | Nouvelle-Zélande Stephanie Mckenzie Katie Schofield                                       | Australie 2 Catherine Culvenor Caitlin Ward                                  |
| Poursuite individuelle | Annette Edmondson (AUS)                                                     | Rebecca Wiasak (AUS)                                                                      | Jaime Nielsen (NZL)                                                          |
| Poursuite par équipes  | Nouvelle-Zélande Racquel Sheath Lauren Ellis Jaime Nielsen Georgia Williams | Australie 1 Ashlee Ankudinoff Georgia Baker Lauren Perry Elissa Wundersitz Rebecca Wiasak | Australie 2 Emily McRedmond Alexandria Nicholls Allison Rice Kimberley Wells |
| Course aux points      | Lauren Ellis (NZL)                                                          | Allison Rice (AUS)                                                                        | Georgia Williams (NZL)                                                       |
| Course scratch         | Ashlee Ankudinoff (AUS)                                                     | Kimberley Wells (AUS)                                                                     | Rebecca Wiasak (AUS)                                                         |
| Omnium                 | Annette Edmondson (AUS)                                                     | Racquel Sheath (NZL)                                                                      | Elissa Wundersitz (AUS)                                                      |